# 王永
王 永（おう えい、? - 386年）は、五胡十六国時代前秦の人物。本貫は北海郡劇県。父は前秦の丞相王猛。弟に員外散騎侍郎王皮・河東郡太守王休（王鎮悪の父）・王曜がおり、他に妹が一人いる。

## 生涯
苻堅の時代に扶風郡太守に任じられた。
382年3月、弟の員外散騎侍郎王皮は苻堅へ謀反を企てたが、事前に事が露見して捕らえられ、朔方の北へ流された。苻堅はかねてより王皮の無道な振る舞いを疎ましく思っていたが、一方で王永の清廉な振る舞いを評価していた。その為、今回の一件があっても王永は重用され、同年4月に幽州刺史に任じられ、薊へ出鎮した。
王永は任地においては善く民を慰撫して善政を布いたので、大いに人心を得たという。
383年、苻堅は大々的に東晋征伐を敢行し、総勢100万を超すともいわれる兵力を動員して建康に迫ったが、淝水の戦いで歴史的大敗を喫してしまった。これにより国内の至る所で反乱が勃発し、前秦は大混乱に陥った。だが、王永はこれに与する事無く、気勢をあげて反乱勢力の鎮圧に尽力したという。
384年7月、王永は平州刺史苻沖と共に二州の兵を率いて後燕へ侵攻すると、後燕君主慕容垂は寧朔将軍平規に迎撃させた。王永は昌黎郡太守宋敞を范陽に派遣して平規と争わせたが、宋敞は敗北を喫し、平規は薊南まで進出した。8月、王永は振威将軍劉庫仁に救援を要請すると、劉庫仁は妻の兄である公孫希に騎兵3千を与えてこれを救援させた。公孫希は薊南へ進撃すると平規の軍勢を大破した。10月、劉庫仁は公孫希が平規を破ったと聞いて繁畤へ進出したが、配下の裏切りに遭って殺害された。公孫希の兵もまたこれを聞き、自潰してしまった。
385年1月、後燕の帯方王慕容佐・寧朔将軍平規は共に薊城へ侵攻した。王永はこれを阻んで力戦するも、既に前秦の衰亡は明らかであり、幾度も敗戦を喫した。2月、王永は防衛はもはや不可能と判断し、宋敞に命じて龍城と薊城の宮殿を焼き払わせると、3万の兵を率いて苻沖と共に壷関まで後退した。
当時、前秦の長楽公苻丕（苻堅の庶長子）は鄴に拠り、後燕の猛攻を退け続けていたが、同年8月に遂に抗戦を諦めて鄴の放棄を決断した。彼は長安へ逃れようと考えたが、王永は使者を派遣して苻丕を招聘した。これを受け、苻丕は鄴中の男女6万戸余りを従えて西の潞川へ向かい、最終的には驃騎将軍張蚝・并州刺史王騰に迎えられて晋陽へ入城した。王永もまた平州刺史苻沖に壷関の統治を委ねると、自ら1万の騎兵を率いて晋陽に入り、苻丕と合流した。
当時、既に前秦の首都の長安は西燕軍の攻勢により失陥しており、苻堅は逃走中に後秦の君主の姚萇に捕らえられて処刑されていた。晋陽へも苻堅の死が伝わると、王永は苻丕へ皇帝を称するよう勧め、苻丕はこれに応じて皇帝に即位した。
9月、王永は使持節・侍中・都督中外諸軍事・車騎大将軍・尚書令に任じられ、清河公に封じられた。
ここにおいて王永は諸州郡へ檄を飛ばして「大行皇帝が万国を棄背し、四海に主はいなくなってしまった。征東大将軍・長楽公（苻丕）は先帝の元子であり、天より聖武を授かり、荊南において命を受けた。その威は静かな海を震わせ、東都を分陝し、その道は夷夏を覆い、仁沢は宇宙を照らし、その徳は下武に匹敵するほど轟いている。この永は司空蚝（張蚝）らと共に天人の望に謹んで従い、季秋の吉辰（晩秋の吉日）に公が大統を継承するのを奉じ、銜哀（悲しみに暮れる事）しながらも事業に即き、雌伏しながら戎を統べ、枕戈待旦（戦いの準備を常に怠らない事）して大恥を雪ぐ事を志としている。慕容垂は関東を荒らし回り、泓・沖（慕容泓・慕容沖）は相次いで京邑に凶をもたらし、乗輿（天子が乗る車）は播越（居場所を失う事）し、宗社は傾き落ちぶれてしまった。羌賊姚萇は我らの牧士でありながら、隙に乗じて滔天し、自ら大逆を行い、巨賊が生まれるに至った。この永は累世に渡り恩を授かり、代々将相を担ってきた。驪山の戎・滎沢の狄どもには与さず、共に皇天を戴き、同じく厚土を履もうではないか。諸牧伯や公侯、或いは宛・沛の宗臣、或いは47の勳旧よ、どうして破国の醜豎を捨て置き、殺君の逆賊をほしいままにしてもよいだろうか！主上は飛龍・九五（いずれも皇帝を指す）となり、誠に天心に適い、霊祥や休瑞（いずれも吉兆）は史官が書に綴れぬ程であり、武器を捨てて忠義に従う士は30万を超え、少康・光武（光武帝）の功は旬朔のうちに成し遂げるであろう。今、衛将軍倶石子が前軍師となり、司空張蚝が中軍都督となった。武将・猛士は、風が烈し雷が震えるように、その志は元凶を絶やし、その義は他を顧みない。この永は謹んで乗輿を奉じ、恭しく天罰を行わん。君臣の終始の義とは、三忘躯の誠（戦場にあっては家族・両親・自身を忘れて忠義を尽くす事）にある。戮力してこれに同心し、晋・鄭の美を建てようではないか」と呼びかけた。
12月には司徒・録尚書事に昇進し、さらに386年6月には左丞相・太尉に昇進した。領する官位はこれまで通りとした。
王永は再び諸州郡へ檄を飛ばして「昔、夏は窮夷の難にあったが、少康は起ち上がった。王莽は平帝を毒殺したが、世祖（光武帝）は漢道を復興した。百六の運（災厄）は何代も続くものでは無い！天は喪乱を下し、羌胡は華夏を荒らし、先帝は賊庭において晏駕（崩御）され、京師（長安）は戎穴に落ち、神州は蕭條となり、生霊（人民）は塗炭の苦しみを味わっているが、天は未だ秦を亡ぼさず、社稷は奉じられている。主上は聖徳にして恢弘を行い、その道は光武に匹敵し、各地を帰心させ、天人も帰属した。必ずや中興の功を隆し、配天の美を復すであろう。姚萇は残虐であり、慕容垂は凶暴であり、その通過する所で戸は滅して煙は絶え、丘墓は荒らし暴かれた。その毒は存亡に関わらず行き渡り、その痛は幽顕へ及んでいる。九州における黄巾の害や、四海における赤眉の暴であっても、ここまで甚だしくは無かったであろう。今、素秋に至ろうとしており、行師は令辰（吉日）を迎えるであろう。公侯・牧守・塁主・郷豪、或いは国家に力を尽くす者、王室に心を寄せる者は、各々統率する所を率い、孟冬（初冬）の上旬に臨晋において大駕と合流するのだ」と呼びかけた。
これを受け、天水の姜延・馮翊の寇明・河東の王昭・新平の張晏・京兆の杜敏・扶風の馬朗・建忠将軍・高平牧官都尉王敏らはみな檄に応じて挙兵し、各々数万を擁して苻丕の下へ遣使した。苻丕は彼らをみな将軍・郡守に任じ、列侯に封じた。
8月、苻丕が4万の衆を率いて平陽へ拠点を移すと、王永もまたこれに同行した。
10月、西燕の君主の慕容永が晋陽へ到来すると、苻丕は王永と東海王苻纂に討伐を命じ、倶石子を前鋒都督とした。王永らは出撃して襄陵において西燕軍と交戦するも、大敗を喫してしまい、王永は戦死した。

## 人物
品行方正であり、学問を善く修めていたという。